# Salar (Granada)
Salar er en by og kommune i det sydøstlige Spanien i provinsen Granada. Den har et indbyggertal på 2.597 (2024) indbyggere.